# 李芳毅

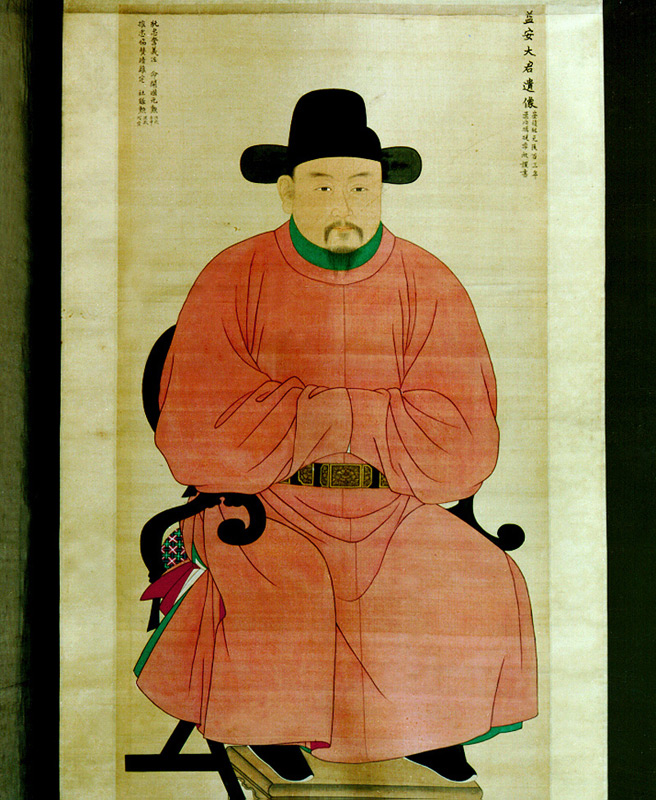
李芳毅の画像

李 芳毅（イ・バンウィ、生年不詳 - 永楽2年9月26日（1404年10月29日））は、李氏朝鮮初代国王太祖李成桂の三男。
1393年に朝鮮王国が建国されると「益安君」に冊封された。第一次王子の乱に加担し、李芳遠を補佐したことで定社功臣一等となった。定宗が即位すると、宗親と勲臣たちが軍を分けて担当する際、京畿道と忠清道を任された。弟の李芳幹が第二次王子の乱を起こすと、これに嘆き、官職を辞退して李芳遠（太宗）を間接的に支援した。太宗が即位した時に益安大君に封ぜられ、4年後に亡くなった。

## 登場作品
テレビドラマ
- 龍の涙（KBS、1996年-1998年、配役：チェ・ドンウォン）
- 六龍が飛ぶ（KBS、2015年、配役：チョン・ジェミン）
- 太宗イ・バンウォン（KBS、2021年-2022年、配役：ホン・ギョンイン）